# Santo Antônio da Barra
Santo Antônio da Barra è un comune del Brasile nello Stato del Goiás, parte della mesoregione del Sul Goiano e della microregione del Sudoeste de Goiás.